# Smirek

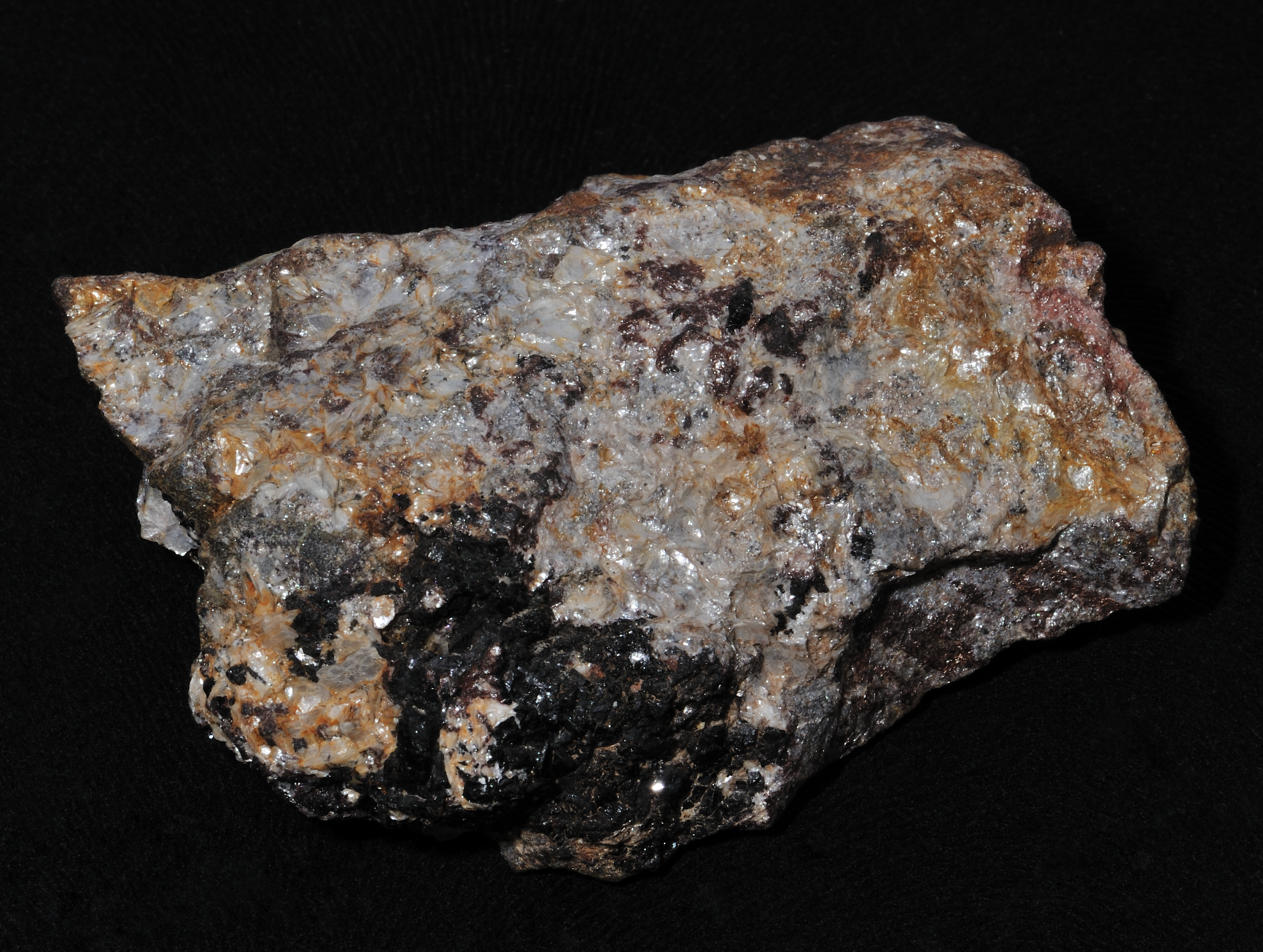
Surový smirek z ostrova Naxu

Smirek je přírodní velmi tvrdá metamorfovaná hornina, jejíž hlavní složkou je korund, (oxid hlinitý) (Al2O3). Vzniká metamorfózou železitých bauxitů. Název je odvozen od názvu města Smyrna (dnes Izmir) na západním pobřeží Turecka, kde se již ve starověku těžil a používal. Protože obsahuje různé příměsi, má tmavě šedou až černou barvu. Vzhledem k velké tvrdosti korundu byl dlouho nejužívanějším brusivem pro broušení kovů, skla atd. Od 20. století se nahrazuje umělými (keramickými) brusivy, jako je karborundum.

## Naleziště
Nejznámějším nalezištěm kvalitního smirku je ostrov Naxos v řeckých Kykladách. Smirek se zde těží už více než dva tisíce let. Výhradní práva na odběr měl od roku 1871 výrobce brousicích strojů firma Naxos-Union ve Frankfurtu nad Mohanem.

## Užití
Drcený smirek se pečlivě třídí podle velikosti zrn a používá jako brusivo, pro výrobu smirkového papíru a plátna, výrobu brousicích a lešticích past a také jako přísada do asfaltu pro zvýšení adheze vozidel.